# Chen Sanli
Chen Sanli (1853-1937), también conocido como Boyan, Sanyuan Laoren, fue un poeta chino que escribió en el estilo clásico en la era moderna temprana. Era descendiente de una familia hakka que se había establecido en Yining (ahora Xiushui), provincia de Jiangxi. Su padre era Chen Baozhen, gobernador de Hunán durante la dinastía Qing. Junto con Zheng Xiaoxu y Shen Zengzhi, se convirtió en una de las principales figuras de la escuela de Tongguang, que estaba relacionada pero no era idéntica con el estilo Song. Desde 1889 Chen Sanli sirvió como funcionario, y con su padre Chen Baozhen (1831-1900), el gobernador general de Hunán y un asociado de Tan Sitong y Kang Youwei, dirigió la Reforma de los Cien Días, reforma local en Hunán, que se convirtió en un modelo en la mente de los reformistas para todo el país. Después de que la emperatriz viuda reprimiera la Reforma de los Cien Días de 1898, los Chen se vieron obligados a abandonar el gobierno e ingresar al exilio interno cerca de Nanchang. Su padre murió poco después, lo que entristeció mucho al hijo. Luego se mudó a una villa que construyó en las afueras de Jinling llamada Sanyuan Jingshe (Retiro Sanyuan), de la cual Chen Sanli obtuvo su seudónimo. Después de la Revolución Xinhai de 1911, Chen Sanli se negó a servir en el gobierno bajo la República, pero no era un leal a la dinastía Quin en el sentido clásico. Después del Incidente del Puente Marco Polo, se dice que se suicidó por inanición en protesta por la invasión japonesa.
Chen Yan (poeta), el principal teórico de la poética de la escuela Tongguang, caracterizó la poesía de Chen Sanli como "oscura y profunda" (生涩奥衍). Se dice que Chen Sanli aprendió del poeta Huang Tingjian, pero no lo imitó, mas desarrolló este estilo. Muchos de los poemas de Chen reflejan el caos y el sufrimiento del pueblo chino a principios del siglo XX.
Chen Shizeng, uno de los hijos de Chen Sanli se convirtió en un famoso pintor. Otro, el historiado Chen Yinke, era una autoridad eminente sobre el budismo y la historia institucional de la China de la era Tang.